# Rapino (Chieti)
Rapino is een gemeente in de Italiaanse provincie Chieti (regio Abruzzen) en telt 1461 inwoners (31-12-2004). De oppervlakte bedraagt 20,2 km², de bevolkingsdichtheid is 72 inwoners per km². Het grondgebied van de gemeente ligt deels in het Majella massief.

## Demografie
Rapino telt ongeveer 561 huishoudens. Het aantal inwoners daalde in de periode 1991-2001 met 8,7% volgens cijfers uit de tienjaarlijkse volkstellingen van ISTAT.
| Jaar | Inwoneraantal |
| ---- | ------------- |
| 1991 | 1569          |
| 2001 | 1433          |

## Geografie
Rapino grenst aan de volgende gemeenten: Fara Filiorum Petri, Guardiagrele, Pennapiedimonte, Pretoro, San Martino sulla Marrucina.